# منطقة سقيفية بطنية
المنطقة السقيفية البطنية (بالإنجليزية: Ventral tegmental area) واختصارا (VTA) وتعرف كذلك بالسقيفة البطنية هي مجموعة من العصبونات التي تتواجد بالقرب من منتصف الخط على أرضية الدماغ المتوسط. المنطقة السقيفية البطنية هي أصل الأجسام الخلوية دوبامينية الفعل الخاصة بمسار الدوبامين الوسطي القشري الطرفي ومسارات الدوبامين الأخرى، ولها دور كبير في نظام المكآفأة الطبيعي والدوائي في الدماغ. تلعب المنطقة السقيفية البطنية دورا مهما في العديد من الوظائف بما في ذلك مكآفأة الإدراك (بروز تحفيزي التعلم الترابطي والمشاعر المكتآفئة إيجابيا) وهزة الجماع، ووظائف أخرى، وكذلك عدة اضطرابات نفسية. تمتد العصبونات في المنطقة السقيفية البطنية إلى عدة مناطق في الدماغ تتراوح بين القشرة الأمامية الجبهية وجذع الدماغ الذنبي وعدة مناطق بينهما.

## البنية
واجه علماء بيولوجيا الأعصاب صعوبة كبيرة في تمييز المنطقة السقيفية البطنية من المنطقة السوداء والأنوية المحيطة بها لدى البشر وعدة رئيسيات أخرى. في البداية، حُدِّدت المنطقة السقيفية البطنية على أنها «نواة» لكن مع الوقت أصبح مصطلح «منطقة» أكثر ملائمة بسبب ميزات العمارة الخلوية المتغايرة لهذه المنطقة وانعدام حدود واضحة تفصلها عن المناطق الأخرى. بسب الألياف الواردة ذات الصلة بالجهاز النطاقي، مُنِحت خلايا المنطقة السقيفية البطنية التخصيص A10 لتمييزها عن الخلايا المحيطة.[بحاجة لمصدر]

### الموقع
تقع المنطقة السقيفية البطنية في الدماغ الدماغ المتوسط بين عدة مناطق مهمة أخرى. يمتد الجسمان الحلميان وتحت المهاد الخلفي المتواجدان في الدماغ البيني نحو الخرطوم من المنطقة السقيفية البطنية. تقع النواة الحمراء جانبيا وتقع والألياف المحركة للعين بجهة النواة البطنية الناصقة[بحاجة لمصدر] من المنطقة السقيفية البطنية. يقع الجسر والدماغ الخلفي بذيل (خلف) السقيفة البطنية، وأخيرا تقع المادة السوداء بجانب السقيفة البطنية.